# Corvinella corvina
L'averla beccogiallo (Corvinella corvina (Shaw, 1809)) è un uccello passeriforme della famiglia Laniidae, nell'ambito della quale rappresenta l'unica specie ascritta al genere Corvinella Lesson, 1831.

## Etimologia
Il nome scientifico del genere, Corvinella, rappresenta un vezzeggiativo del nome della specie: ambedue si riferiscono all'aspetto di questi uccelli, che ricorda vagamente quello dei corvidi.

## Descrizione

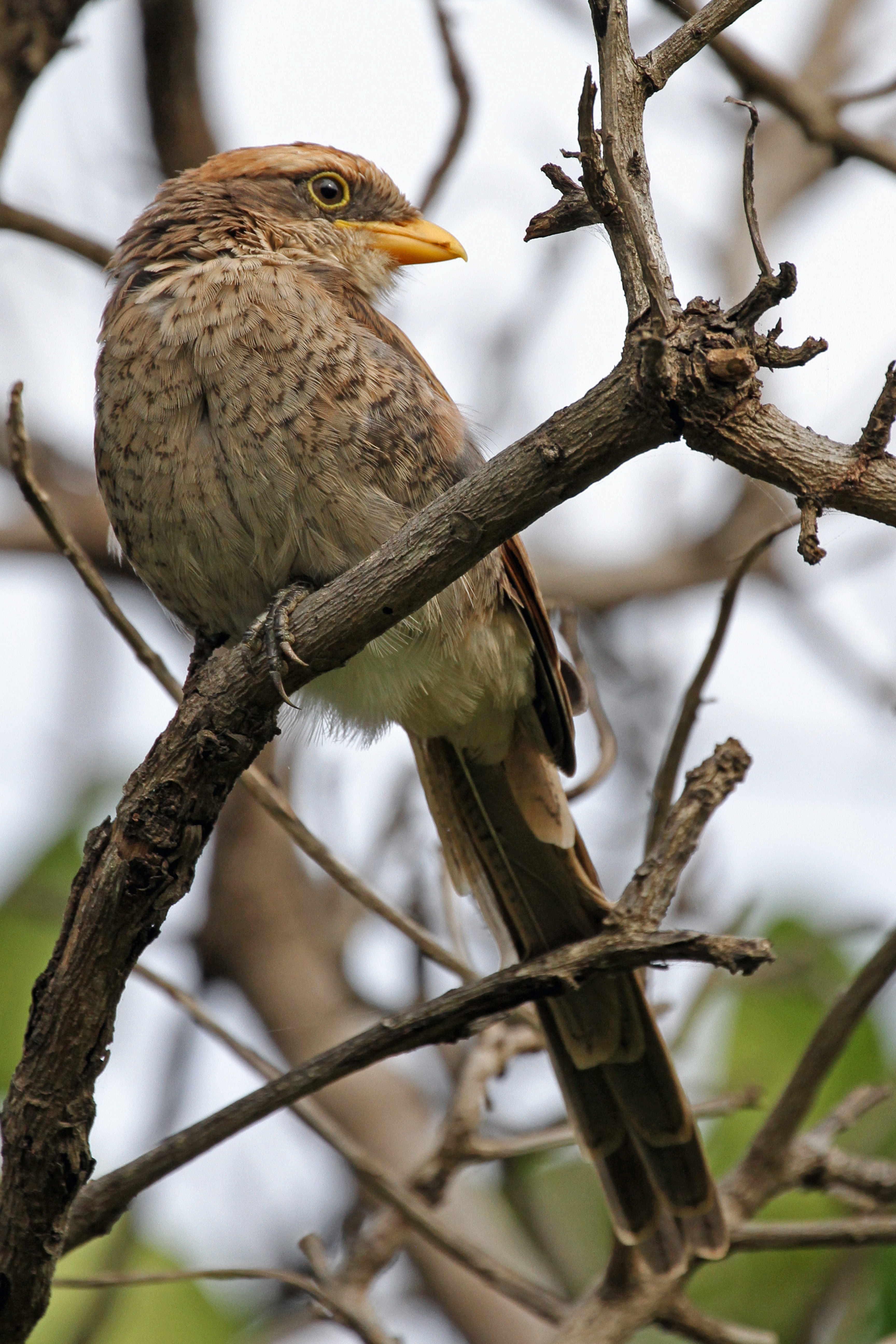
Esemplare in natura.

### Dimensioni
Misura 30-32 cm di lunghezza, per 58-80 g di peso.

### Aspetto
Si tratta di uccelli dall'aspetto massiccio e slanciato, muniti di grossa testa ovale e allungata che sembra incassata direttamente nel tronco, becco forte e adunco, ali arrotondate, forti zampe e coda lunga quanto il corpo e dall'estremità squadrata e lievemente biforcuta.
Il piumaggio è dominato dalle tonalità del bruno: dalla fronte alle guance è presente una mascherina facciale (caratteristica comune di molti laniidi) di color caffè che copre gli occhi, mentre il dorso e la coda sono di un bruno più chiaro e le ali presentano remiganti e copritrici di colore bruno scuro orlate di bruno-rossiccio. Il petto è di colore beige-grigiastro con le singole penne screziate di bruno scuro, mentre la gola ed il ventre sono di colore bianco sporco e dello stesso colore sono il codione ed il sopracciglio: il vertice e la nuca presentano anch'essi sfumature di color ruggine, che divengono più evidenti sui fianchi.
I due sessi sono piuttosto simili: tuttavia, le femmine tendono a presentare colorazione più chiara e dimessa rispetto ai maschi, specialmente per quanto concerne le sfumature rossicce dorsali (che nella femmina sono quasi del tutto assenti).
Come intuibile dal nome comune, il becco si presenta di colore giallo-arancio, mentre le zampe sono nerastre: gli occhi sono di colore bruno-rossiccio scuro.

## Biologia
L'averla beccogiallo è un uccello dalle abitudini di vita diurne, che vive in coppe o in piccoli gruppi familiari (formati generalmente da una coppia riproduttiva e dai giovani della covata dell'anno precedente) i quali delimitano un proprio territorio che viene difeso gelosamente da eventuali intrusi conspecifici, i quali vengono attaccati e scacciati in malo modo. Questi uccelli passano buona parte della giornata appollaiati su posatoi in evidenza (rami di cespugli o alberi, pali elettrici), dai quali possono tenere sotto controllo i dintorni, sia al fine di avvistare gli intrusi che di avvistare eventuali prede nei paraggi.
I richiami di questi uccelli sono gracchianti e ciacolanti, e vengono generalmente emessi simultaneamente dai due partner. Le aree rossicce sui fianchi giocano un ruolo chiave nella comunicazione di questi uccelli, in quanto vengono mostrate solo quando l'animale spiega le ali, cosa che generalmente avviene (all'infuori di quando esso spicca il volo o si dedica alla pulizia del piumaggio) durante le dispute territoriali.

### Alimentazione

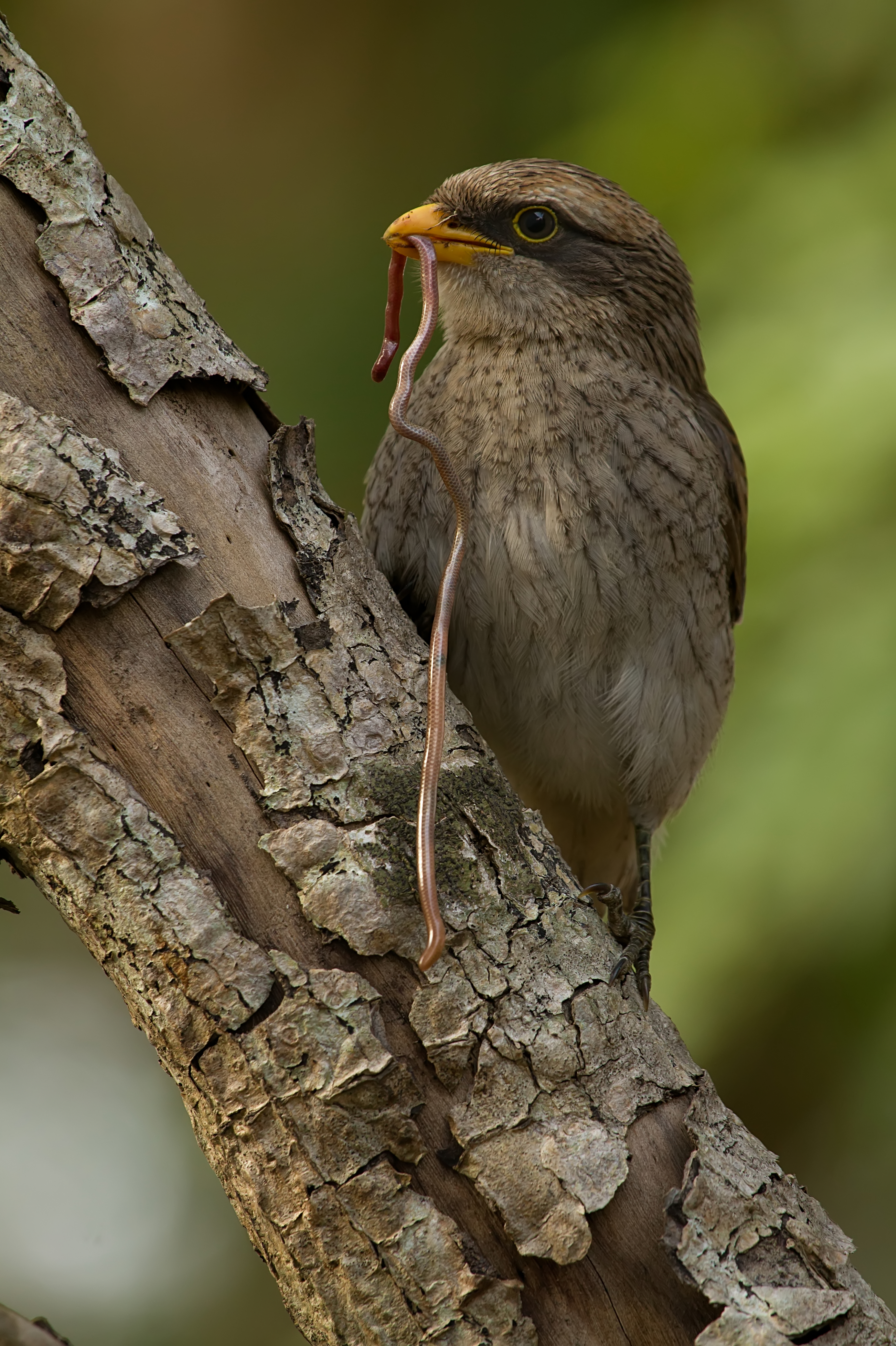
Esemplare con lombrico nel becco nella regione della Grande Accra.

Si tratta di uccelli insettivori, la cui dieta è costituita in larga parte da grossi insetti (con predilezione per coleotteri e ortotteri), comprendendo però a seconda della disponibilità del momento anche una certa varietà di specie di minori dimensioni, nonché altri invertebrati e financo piccoli vertebrati (anfibi, rettili e topolini, mentre questi uccelli non sembrano cibarsi di pulli di piccoli uccelli).
A differenza delle altre averle, l'averla beccogiallo non sembra essere solita impalare le proprie prede.

### Riproduzione
Si tratta di animali monogami, con le coppie che rimangono insieme anche all'infuori della stagione riproduttiva: quest'ultima varia a seconda della zona dell'areale presa in considerazione, estendendosi generalmente dalla fine di giugno a ottobre. Viene generalmente portata avanti una singola covata l'anno.
I due partner vengono aiutati dagli altri componenti del gruppo nelle varie fasi dell'evento riproduttivo: tutti i membri del gruppo possono riprodursi durante il periodo degli amori, tuttavia una sola femmina per volta lo fa.

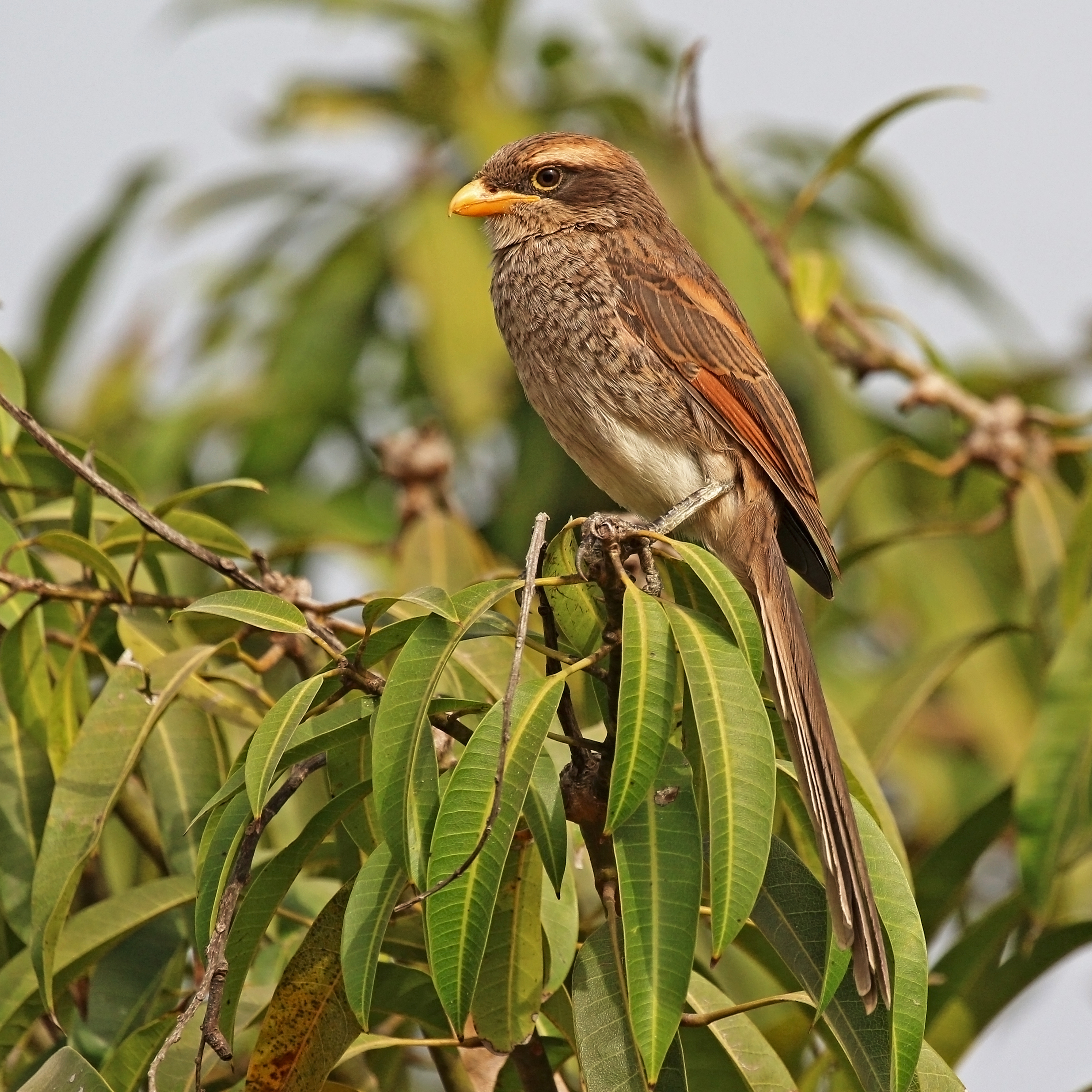
Giovane a nord di Tanji.

Il nido è una semplice struttura a coppa e viene costruito a 2-10 m d'altezza in un albero o un cespuglio intrecciando rametti e foderando l'interno con radichette e fibre vegetali: alla costruzione del nido (che può richiedere un tempo sorprendentemente lungo, fino a tre settimane) partecipa tutto il gruppo, e i singoli nidi vengono solitamente utilizzati per più anni di fila, o talvolta anche da più coppie durante la medesima stagione riproduttiva.
Le 3-5 uova vengono covate dalla sola femmina depositrice (alla quale possono talvolta dare il cambio durante le primissime fasi dell'incubazione le altre femmine del gruppo o, più raramente, qualche maschio) per 15-18 giorni, al termine dei quali schiudono pulli ciechi ed implumi: questi vengono accuditi dalla sola madre (che riceve il cibo da tutti i membri del gruppo, cosa che avviene anche durante la cova) per la prima settimana di vita, dopodiché tutti i membri del gruppo si alternano nelle cure parentali.
I nidiacei lasciano il nido a circa tre settimane dalla schiusa, pur non essendo ancora in grado di volare: essi vengono seguiti dai membri del gruppo d'appartenenza, e a circa due mesi e mezzo di vita possono dirsi indipendenti, pur continuando a rimanere nel gruppo natio, dove a loro volta essi cominciano a collaborare nelle cure parentali ai nuovi nati.
La specie sembrerebbe subire parassitismo di cova da parte del cuculo africano.

## Distribuzione e habitat

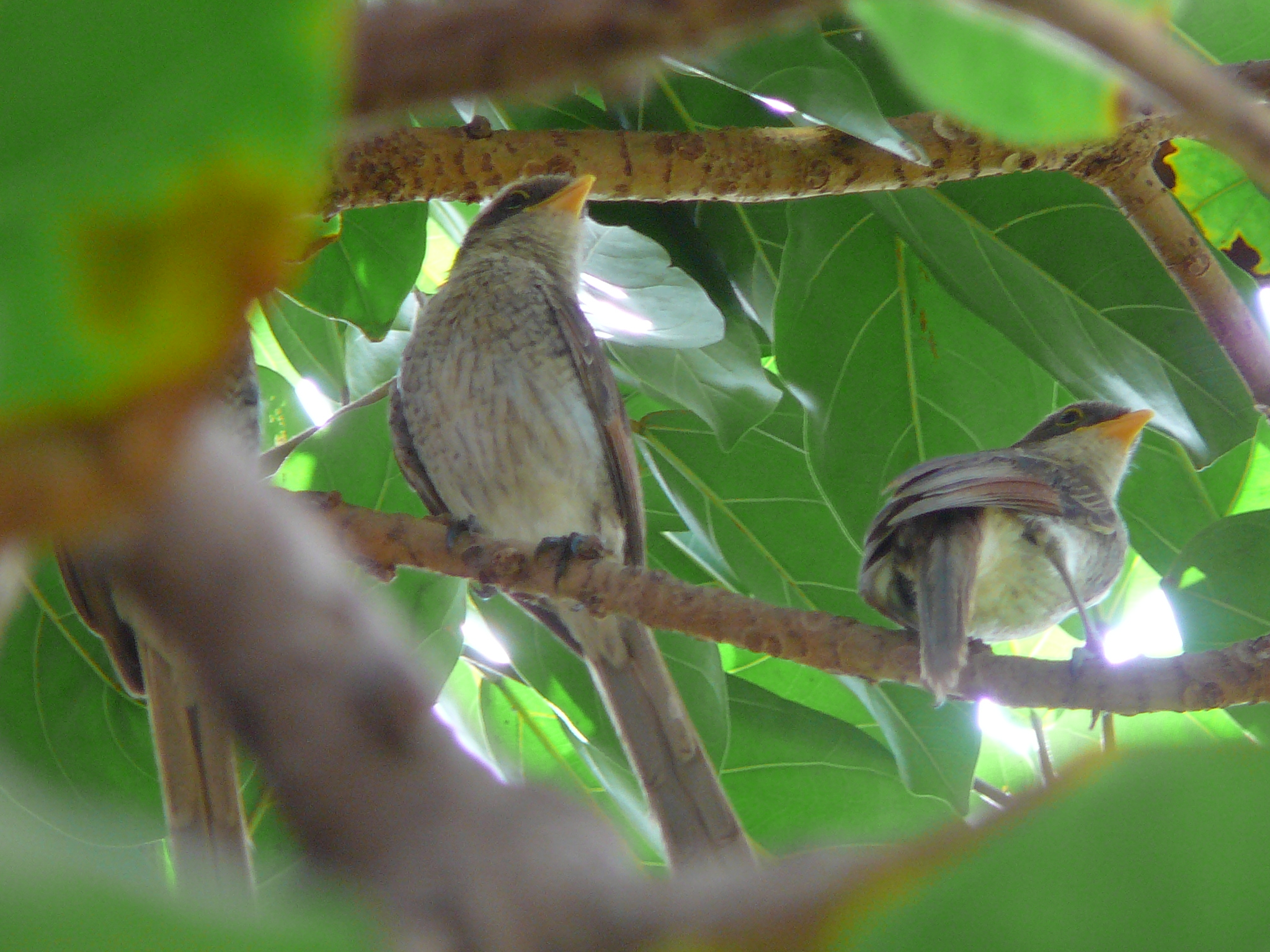
Coppia in natura.

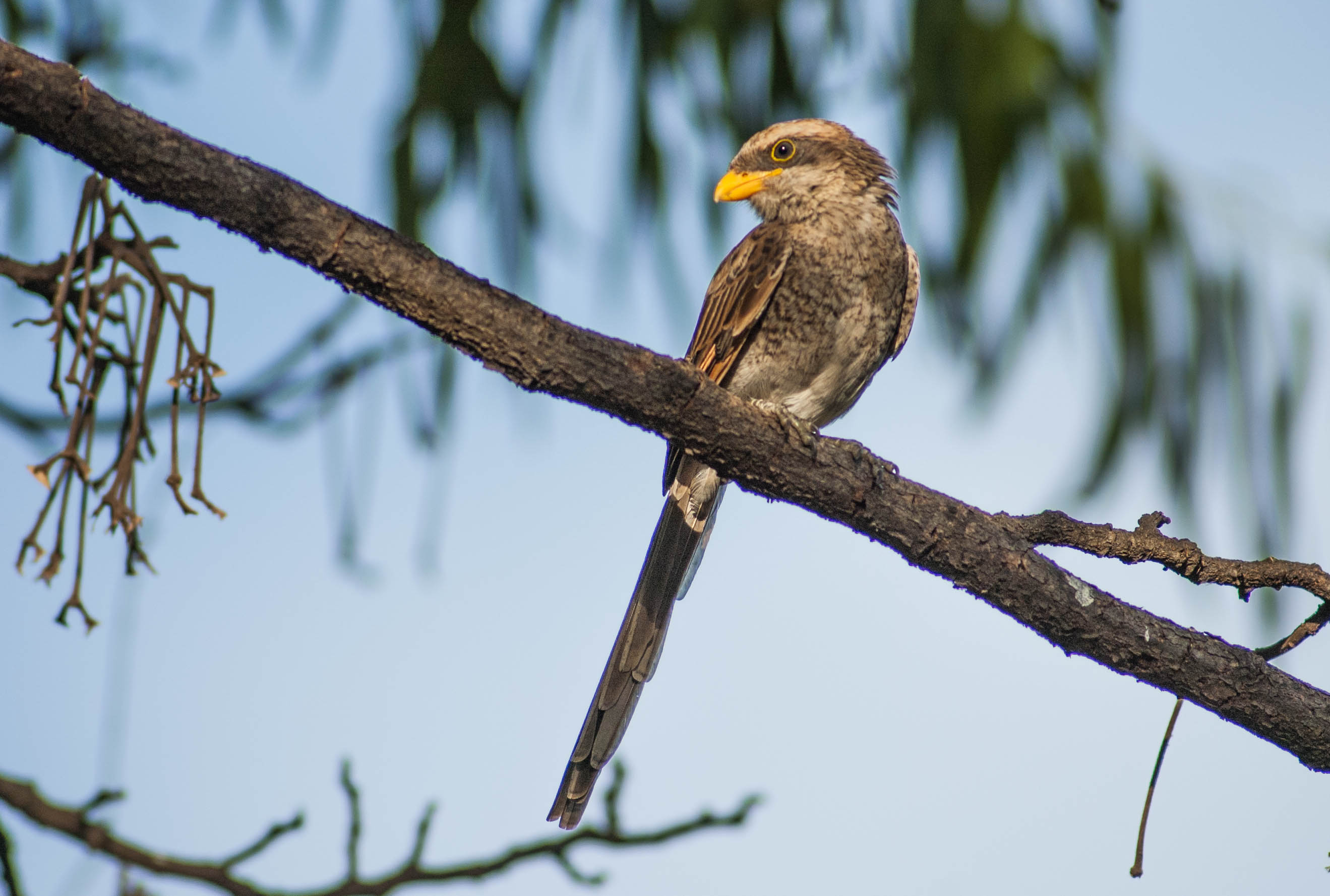
Esemplare in Gambia.

L'averla beccogiallo è un abitatore del Sahel: questi uccelli popolano infatti un areale che si estende dall'estremità meridionale della Mauritania al nord-ovest della Guinea e della Sierra Leone attraverso la Senegambia, e da qui verso est attraverso il nord di Costa d'Avorio, Ghana, Benin e Togo, il sud di Mali, Niger e Ciad, il Burkina Faso, la Nigeria, il nord di Camerun e Repubblica Centrafricana, il Sudan centrale e sud-occidentale, il Congo nord-orientale, il Sudan del Sud e il nord dell'Uganda giunge fino all'estremo nord-ovest del Kenya.

La specie è residente, tuttavia le popolazioni delle aree più secche effettuano migrazioni stagionali di piccola portata.
L'habitat d'elezione di questi uccelli è rappresentato dalla savana a copertura erbosa con presenza di radi cespugli ed alberi di acacia: essi popolano tuttavia anche aree di boscaglia a copertura cespugliosa e arborea leggermente più fitta, e possono essere osservati anche nelle aree antropizzate, dove colonizzano parchi, giardini ed aree agricole.

## Tassonomia
Se ne riconoscono tre sottospecie:

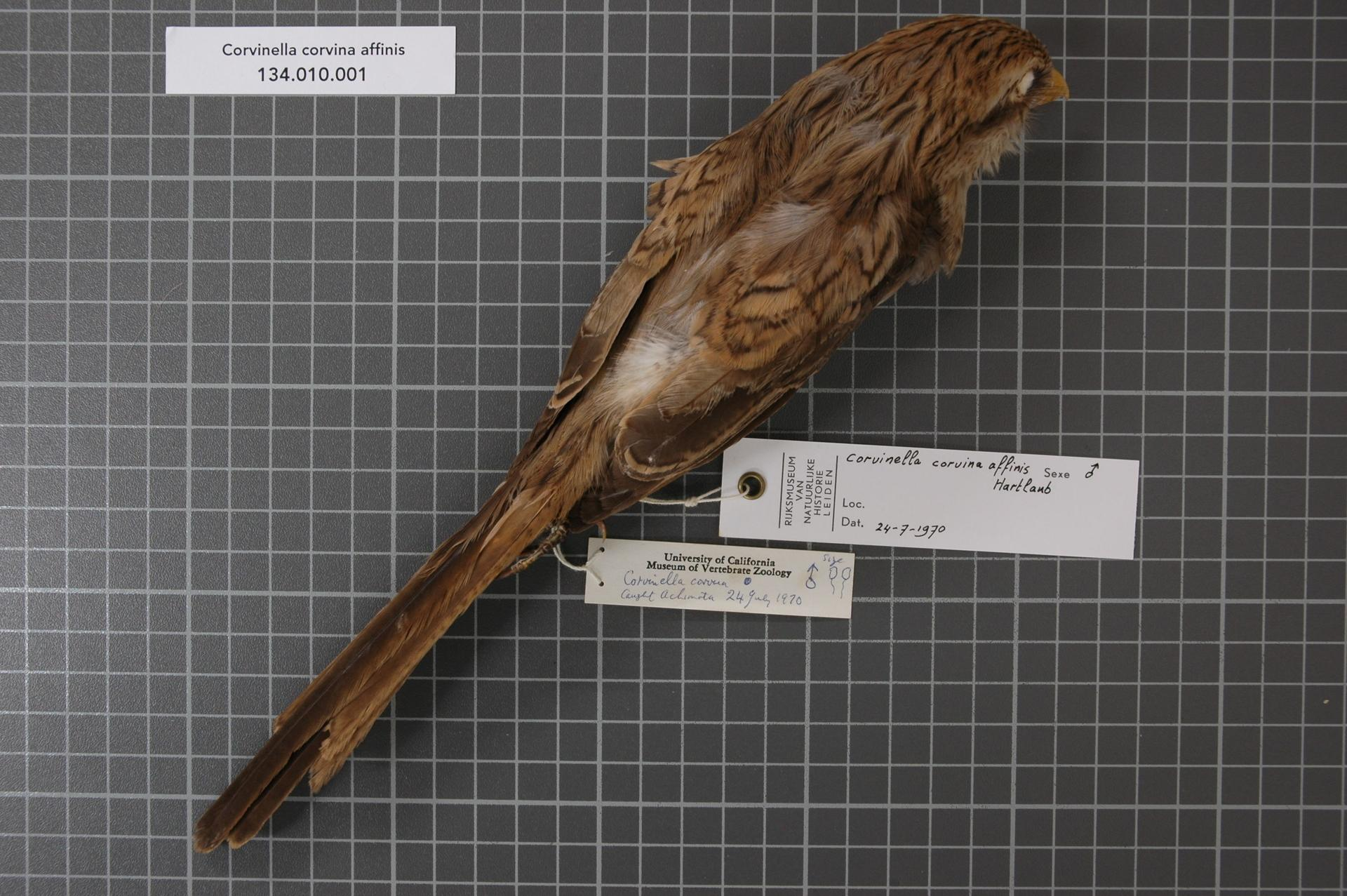
Maschio impagliato della sottospecie affinis.

- Corvinella corvina corvina (Shaw, 1809) - la sottospecie nominale, diffusa nella porzione nord-occidentale dell'areale occupato dalla specie, dal sud della Mauritania al nord-ovest della Nigeria;
- Corvinella corvina togoensis Neumann, 1900 - diffusa lungo la fascia costiera dalla Guinea occidentale al sud della Nigeria e da qui ad est fino al Sudan centro-meridionale;
- Corvinella corvina affinis Hartlaub, 1857 - diffusa nella porzione sud-orientale dell'areale occupato dalla specie.

Alcuni autori riconoscerebbero inoltre le sottospecie caliginosa del Bahr al-Ghazal e chapini dell'area di Kisumu, ambedue sinonimizzate con affinis.
Nell'ambito della famiglia Laniidae, Corvinella occupa un proprio clade assieme all'affine Urolestes.